# حشره‌خوار وراپاز
 حشره‌خوار وراپاز (نام علمی: Sorex veraepacis) نام یک گونه از سرده حشره‌خوارهای دم‌دراز است.